# جوزپه اندروز
جوزپه اندروز (انگلیسی: Giuseppe Andrews؛ زادهٔ ۲۵ آوریل ۱۹۷۹) هنرپیشه، کارگردان و فیلم‌نامه‌نویس اهل ایالات متحده آمریکا است. از فیلم‌هایی که وی در آن نقش داشته است می‌توان به روز استقلال، هرگز بوسیده نشده، دیترویت راک سیتی، قهرمانان بی‌بندوبار و پلیزنتویل اشاره کرد.